# Circonferenza

Una circonferenza

Illustrazione di un cerchio: la circonferenza (C) è disegnata in nero, il diametro (D) in ciano, il raggio (R) in rosso, e il centro (O) in verde. Circonferenza = π × diametro =
2 × π × raggio = [metri / centimetri].

Il rapporto tra la lunghezza della circonferenza di una ruota e il suo diametro è π

In geometria una circonferenza è il luogo geometrico di punti del piano equidistanti da un punto fisso detto centro. La distanza di qualsiasi punto della circonferenza dal centro si definisce raggio.

## Generalità
Le circonferenze sono curve chiuse semplici che dividono il piano in una superficie interna ed una esterna (infinita).
La superficie del piano contenuta in una circonferenza, insieme alla circonferenza stessa, prende il nome di cerchio, per cui: 
- la circonferenza è un perimetro (ovvero, la misura della linea curva chiusa),
- il cerchio è l'area (ossia la misura della superficie circoscritta dalla suddetta linea).

Per le altre superfici del piano geometrico, la lingua italiana non distingue l'area e il perimetro con due parole differenti. In inglese, oltre alle corrispondenti circumference e circle, la parola disk indica una regione del piano con alcune importanti proprietà, che può essere chiusa, oppure aperta, se non contiene il cerchio che essa delimita. Nota la circonferenza di un cerchio, per qualsiasi superficie (chiusa) del piano geometrico si può disegnare una circonferenza inscritta ed una circonferenza circoscritta.
La circonferenza è il caso particolare di una ellisse, in cui i due fuochi coincidono in uno stesso punto, che è il centro della circonferenza: l'ellisse ha due centri (detti fuochi), la circonferenza ha invece un solo centro. Si dice quindi che la circonferenza ha eccentricità nulla. 

Ugualmente, la formula di calcolo per l'area del cerchio è un caso particolare della formula per l'area di un'ellisse.
Mediante il calcolo delle variazioni si dimostra che la circonferenza è la figura piana che delimita la massima area per unità di perimetro quadrato.
Una circonferenza è inoltre un particolare caso di simmetria centrale, dal momento che tutti i punti della circonferenza sono equidistanti dal centro della stessa.

La formula per trovare la lunghezza della circonferenza è:
{\displaystyle L=2\pi r}
oppure:
{\displaystyle L=d\pi ,}
dove:
- {\displaystyle L} è la lunghezza della circonferenza;
- {\displaystyle \pi } è pi greco ({\displaystyle \pi =3{,}141592653589793\ldots });
- {\displaystyle r} è il raggio della circonferenza;
- {\displaystyle d} è il diametro della circonferenza.

## Circonferenza nel piano cartesiano
In geometria analitica una circonferenza in un piano può essere descritta utilmente sia mediante le coordinate cartesiane, sia mediante le coordinate polari, sia in forma parametrica.

### Equazione cartesiana della circonferenza
In un sistema di riferimento cartesiano {\displaystyle Oxy}, la circonferenza di centro {\displaystyle (\alpha ,\beta )} e raggio {\displaystyle r} è il luogo dei punti caratterizzati dall'equazione:
{\displaystyle (x-\alpha )^{2}+(y-\beta )^{2}=r^{2},}
cioè è l'insieme di tutti e soli i punti che distano {\displaystyle r} da {\displaystyle (\alpha ,\beta )}. Tale equazione viene ricavata dalla distanza tra due punti. All'equazione più generale si dà spesso la forma canonica:
{\displaystyle x^{2}+y^{2}+ax+by+c=0,}
collegata alla precedente dalle seguenti eguaglianze:
{\displaystyle a=-2\alpha }, equivalente a {\displaystyle \alpha =-{\frac {a}{2}};}
{\displaystyle b=-2\beta }, equivalente a {\displaystyle \beta =-{\frac {b}{2}};}
{\displaystyle c=\alpha ^{2}+\beta ^{2}-r^{2}}, o equivalentemente {\displaystyle r={\sqrt {\alpha ^{2}+\beta ^{2}-c}}.}
Da ciò segue che se {\displaystyle \alpha ^{2}+\beta ^{2}-c=0} la circonferenza degenera in un solo punto, {\displaystyle (\alpha ,\beta )}, se {\displaystyle \alpha ^{2}+\beta ^{2}-c<0} il luogo geometrico (nel piano cartesiano reale) descritto dall'equazione non è una circonferenza, ma l'insieme vuoto.
Se il centro della circonferenza è l'origine {\displaystyle (0,0)}, l'equazione diventa:
{\displaystyle x^{2}+y^{2}=r^{2}.}
Se la circonferenza passa per l'origine {\displaystyle (0,0)}, {\displaystyle c=0} e l'equazione diventa:
{\displaystyle x^{2}+y^{2}+ax+by=0.}
Se la circonferenza ha centro sull'asse {\displaystyle x,} {\displaystyle b=0} e l'equazione diventa:
{\displaystyle x^{2}+y^{2}+ax+c=0.}
Se la circonferenza ha centro sull'asse {\displaystyle y,} {\displaystyle a=0} e l'equazione diventa:
{\displaystyle x^{2}+y^{2}+by+c=0.}

### Equazione in coordinate polari
Nelle coordinate polari {\displaystyle \rho } e {\displaystyle \theta } l'equazione della circonferenza con centro nell'origine e raggio {\displaystyle r} è evidentemente data dall'equazione:
{\displaystyle \rho =r.}

### Equazione parametrica
Una circonferenza {\displaystyle C} il cui centro ha coordinate {\displaystyle (x_{0},y_{0})} e raggio {\displaystyle R} viene descritta con la seguente forma parametrica:
{\displaystyle C:{\begin{cases}x=x_{0}+R\cos t\\y=y_{0}+R\sin t\end{cases}}\qquad t\in [0,2\pi ].}

## Problemi classici della circonferenza nel piano cartesiano

### Circonferenza di cui è noto il centro e il raggio
Basta usare l'equazione {\displaystyle (x-\alpha )^{2}+(y-\beta )^{2}=r^{2}}. A questo problema sono riconducibili anche i seguenti:
1. è noto un diametro della circonferenza: il diametro è il doppio del raggio e il centro è il punto medio del diametro;
2. sono noti due punti della circonferenza e una retta su cui sta il centro: l'asse di una corda passa sempre per il centro della circonferenza.

### Circonferenza per tre punti
Metodo geometrico
Basta ricordare che l'asse di una corda passa sempre per il centro della circonferenza. La procedura risolutiva è la seguente:
- si costruiscono gli assi di due corde;
- si fa il sistema tra le equazioni dei due assi;
- la soluzione del sistema è il centro della circonferenza;
- a questo punto si può calcolare il raggio.

Metodo algebrico
Il problema ha tre incognite: i coefficienti {\displaystyle a,b,c} dell'equazione canonica della circonferenza {\displaystyle x^{2}+y^{2}+ax+by+c=0}.
Si impone il passaggio per i tre punti dati dal problema e si ottiene un sistema lineare in tre equazioni e tre incognite {\displaystyle a,b,c}.

### Calcoli e grafica al P.C.
Elaborati in Visual Basic

### Rette tangenti condotte da un punto esterno
Metodo geometrico
Basta ricordare che la distanza della retta tangente dal centro è pari al raggio della circonferenza stessa. La procedura risolutiva è la seguente:
- si costruisce un fascio proprio di rette con centro il punto esterno;
- si impone che la distanza delle rette del fascio dal centro della circonferenza sia uguale al raggio.

Metodo algebrico
Basta ricordare che in un sistema di secondo grado (retta-circonferenza) la condizione di tangenza si ha quando il sistema ammette due soluzioni reali e coincidenti, cioè quando l'equazione associata di secondo grado al sistema ha {\displaystyle \Delta =0}.

### Retta tangente su un punto della circonferenza
Questo problema è risolto ricordando che la retta tangente alla circonferenza è perpendicolare al raggio nel suo punto di tangenza. Quindi, salvo casi particolari in cui la tangente è parallela all'asse {\displaystyle y,} la procedura risolutiva è la seguente:
- si calcola il coefficiente angolare della retta del raggio che ha per estremo il punto di tangenza;
- si calcola il coefficiente angolare della perpendicolare a tale raggio;
- e quindi si calcola l'equazione della retta perpendicolare passante per il punto di tangenza.

Alternativamente è sufficiente usare la formula di sdoppiamento della circonferenza, così l'equazione della retta tangente alla circonferenza {\displaystyle x^{2}+y^{2}+ax+by+c=0} nel punto {\displaystyle (x_{0},y_{0})} è semplicemente l'equazione
{\displaystyle xx_{0}+yy_{0}+a{\frac {x+x_{0}}{2}}+b{\frac {y+y_{0}}{2}}+c=0,}
dove {\displaystyle x_{0},y_{0},a,b,c} sono dati.

## Circonferenza nel piano complesso
Nel piano complesso una circonferenza di centro l'origine e raggio {\displaystyle R} può essere espressa dall'equazione parametrica
{\displaystyle z(t)=Re^{it}\qquad } per {\displaystyle t\in [0,2\pi ].}
Per rendersi conto che tale formula descrive una circonferenza è sufficiente considerare le equazioni parametriche descritte sopra e confrontarle con la formula di Eulero.

## Circonferenza nello spazio
È possibile descrivere una circonferenza nello spazio come intersezione di una sfera {\displaystyle S} con un piano {\displaystyle \pi }. Per calcolare il raggio di una circonferenza descritta nel seguente modo si può utilizzare il teorema di Pitagora:
- si calcola la distanza {\displaystyle d(\pi ,P)} del piano {\displaystyle \pi } dal centro della sfera {\displaystyle S;}
- detto {\displaystyle R} il raggio della sfera {\displaystyle S,} il raggio {\displaystyle r_{c}} della circonferenza vale

{\displaystyle r_{c}={\sqrt {R^{2}-d^{2}(\pi ,P)}}.}
Esempio
La circonferenza
{\displaystyle C:{\begin{cases}x+y+z=1\\x^{2}+y^{2}+z^{2}=4\end{cases}}}
è l'intersezione del piano
{\displaystyle \pi :x+y+z=1,}
con la sfera {\displaystyle S} di centro origine e raggio 2. La distanza del centro della sfera dal piano vale {\displaystyle {\frac {1}{\sqrt {3}}}}. La distanza del centro della sfera dal piano è minore del raggio della sfera. Quindi il piano {\displaystyle \pi } interseca la sfera {\displaystyle S.} A questo punto il raggio {\displaystyle r_{c}} della circonferenza si calcola utilizzando il teorema di Pitagora:
{\displaystyle r_{c}={\sqrt {4-{\frac {1}{3}}}}={\sqrt {\frac {11}{3}}}.}

## Componenti della circonferenza e loro proprietà
Tutte le circonferenze sono simili; di conseguenza, la circonferenza è proporzionale al raggio:
Lunghezza della circonferenza = {\displaystyle 2\pi r.}
Una retta che incontra una circonferenza in due punti si chiama secante, mentre una che tocca la circonferenza in un solo punto, chiamato punto di tangenza, si chiama tangente. Il raggio che congiunge il centro della circonferenza con il punto di tangenza è sempre perpendicolare alla tangente. Presi due punti sulla circonferenza, questi dividono la circonferenza in due archi. Se i due archi sono della stessa lunghezza si chiamano semicirconferenze. Il segmento che congiunge due punti sulla circonferenza si chiama corda. La corda di lunghezza massima, che passa per il centro, si chiama diametro, ed equivale al doppio del raggio.
Per due punti passano infinite circonferenze, ed il luogo dei loro centri è l'asse del segmento che congiunge i due punti. La perpendicolare condotta dal centro di una circonferenza a una sua corda la divide a metà. Due corde congruenti hanno la stessa distanza dal centro. Se da un punto {\displaystyle P}, esterno a una circonferenza di centro {\displaystyle O} si tracciano le rette {\displaystyle r} e {\displaystyle s} a essa tangenti, i segmenti di tangente compresi tra {\displaystyle P} e i punti di contatto con la circonferenza sono congruenti e il segmento {\displaystyle OP} è bisettrice dell'angolo {\displaystyle rs} di vertice {\displaystyle P}.
Per tre punti non allineati passa una ed una sola circonferenza, il cui centro coincide con l'intersezione degli assi dei segmenti che congiungono i punti. L'equazione della circonferenza passante per i punti {\displaystyle (x_{1},y_{1})}, {\displaystyle (x_{2},y_{2})}, {\displaystyle (x_{3},y_{3})} si può esprimere nel seguente modo:
{\displaystyle \det {\begin{bmatrix}x&y&x^{2}+y^{2}&1\\x_{1}&y_{1}&x_{1}^{2}+y_{1}^{2}&1\\x_{2}&y_{2}&x_{2}^{2}+y_{2}^{2}&1\\x_{3}&y_{3}&x_{3}^{2}+y_{3}^{2}&1\\\end{bmatrix}}=0,}
dove l'espressione a sinistra è il determinante della matrice.

### Asse radicale

L'asse radicale, segnato in rosso, con le circonferenze nelle diverse posizioni reciproche possibili.

Costruzione dell'asse radicale nel caso di circonferenze esterne come luogo in cui si uguaglia la potenza del punto J rispetto alle due circonferenze.

Date due circonferenze che si intersecano, si definisce asse radicale la retta passante per i due punti in comune (punti base). Con semplici calcoli, partendo dall'equazione canonica e indicando con apici i coefficienti della seconda circonferenza, si ottiene che questa retta ha equazione {\displaystyle (a-a')x+(b-b')y+(c-c')=0} ed è perpendicolare alla retta che congiunge i centri delle circonferenze. La definizione si estende facilmente al caso di circonferenze tangenti, chiamando asse radicale la retta tangente alle due circonferenze nel punto comune. Per estenderlo anche al caso in cui le circonferenze non hanno punti in comune l'asse radicale si definisce come la retta formata dai punti che hanno la stessa potenza rispetto alle due circonferenze. Questo concetto può essere ulteriormente generalizzato considerando i fasci di circonferenze. Approccio che, tra l'altro, permette di trattare unitariamente i suddetti casi.

## Topologia
Una circonferenza topologica si ottiene considerando un intervallo chiuso sulla retta reale e dotandolo della topologia quoziente che si ha identificando gli estremi.
La circonferenza è dotata di una naturale struttura di varietà differenziabile di dimensione 1, è uno spazio compatto e connesso ma non semplicemente connesso, infatti il suo gruppo fondamentale è il gruppo {\displaystyle \mathbb {Z} } dei numeri interi.

## Struttura di gruppo
La circonferenza è naturalmente dotata della struttura algebrica di gruppo: possiamo identificare ogni punto della circonferenza con l'angolo che esso forma rispetto ad una semiretta prefissata (in genere l'asse delle ascisse in un sistema di riferimento cartesiano) e definire la somma di due punti individuati dagli angoli {\displaystyle \alpha } e {\displaystyle \beta } come il punto individuato dall'angolo {\displaystyle \alpha +\beta }. È immediato verificare che la circonferenza dotata di questa operazione verifica le proprietà di un gruppo e che come gruppo è isomorfo al gruppo quoziente {\displaystyle \mathbb {R} /\mathbb {Z} }.
La circonferenza è un esempio di gruppo di Lie.